# 3289 Mitani
3289 Mitani eller 1934 RP är en asteroid i huvudbältet, som upptäcktes 7 september 1934 av den tyske astronomen Karl Wilhelm Reinmuth i Heidelberg. Den har fått sitt namn efter den japanska astronomen och Tetsuyasu Mitani.
Asteroiden har en diameter på ungefär 4 kilometer.